# Dewgong
Dewgong, is een Pokémon van de types Water en IJs.  Het is de geëvolueerde versie van Seel. 
De naam Dewgong komt van de Engelse woorden dew (dauw) en dugong (doejong).

## Ruilkaartenspel
Er bestaan zes standaard Dewgong kaarten, waarvan één enkel in Japan in uitgebracht. Daarnaast bestaat er nog één Misty's Dewgong, één Light Dewgong, één Pryce's Dewgong en één Dewgong δ-kaart. Al deze kaarten hebben het type Water als element, behalve de Dewgong δ-kaart. Deze is type Colorless.

### Dewgong (Mysterious Treasures 45)
Dewgong (Japans: ジュゴン Jugon) is een Water-type Stadium 1 kaart Het maakt deel uit van de Mysterious Treasures expansie. Hij heeft een HP van 90, en kent de Poké-Body Cold Fat en de aanval Collapse.

### Light Dewgong (Neo Destiny 45)
Light Dewgong (Japans: やさしいジュゴン Gentle Jugon) is een Water-type Stadium 1 kaart. Het maakt deel uit van de Neo Destiny expansie. Hij heeft een HP van 80, en kent de aanvallen Freezing Breath en Ice Pillar.